# Pyrausta syntomidalis
Pyrausta syntomidalis is een vlinder van de familie van de grasmotten (Crambidae). De wetenschappelijke naam van deze soort is voor het eerst voorgesteld als Trigonuncus syntomidalis door Pierre Viette in een publicatie uit 1960.
De soort komt voor op Madagaskar.